# エドガー・ムーン
エドガー・ムーン（Edgar Moon, 1904年12月3日 - 1976年5月26日）は、オーストラリア・クイーンズランド州フォレストヒル出身の男子テニス選手。1930年の全豪選手権男子シングルス優勝者で、男子ダブルスで1932年、混合ダブルスでも1929年と1934年に優勝し、同選手権で4つのタイトルを獲得した選手である。「ガー・ムーン」（Gar Moon）と呼ばれることも多い。彼のテニスは、強力なグラウンド・ストロークが大きな武器で、オールラウンド・プレーヤーのスタイルであった。

## 来歴
ムーンは1926年の全豪選手権1回戦で、当時のオーストラリア男子テニス界の第一人者だったジェラルド・パターソンを破って注目を集めた。オーストラリアの新聞は、彼の登場を「新しいスターの誕生－それはムーンだ！」（原文：New star is born - it's a Moon!）と称賛した。それから4年後の1930年、ムーンは全豪選手権の男子シングルス決勝でハリー・ホップマンを 6-3, 6-1, 6-3 で破り、大会初優勝を飾った。全豪選手権で優勝した年、ムーンは男子テニス国別対抗戦・デビスカップのオーストラリア代表選手に選ばれ、起用された4試合すべてに勝利した。この後、ムーンは唯一の出場となった全仏選手権でも好成績を収め、ベスト8進出を果たす。第5シードのムーンは、準々決勝でイタリアのウンベルト・デ・モルプルゴに 2-6, 2-6, 6-4, 6-2, 3-6 で敗れた。ウィンブルドン選手権では、第8シードのムーンは1回戦敗退に終わった。
全豪男子シングルス優勝から2年後、1932年にムーンは男子ダブルスでジャック・クロフォードとペアを組み、ホップマンとジェラルド・パターソンの組を 12-10, 6-3, 4-6, 6-4 で破って優勝した。それまで、ムーンは男子ダブルスで1928年と1929年に2度の準優勝があった。しかし、1933年の男子ダブルス決勝で、ムーンとクロフォードはアメリカペアのエルスワース・バインズ＆キース・グレッドヒル組にタイトルを明け渡した。混合ダブルスでは、ムーンは1929年にダフネ・アクハースト、1934年にジョーン・ハーティガンと組んで2勝を挙げている。1931年以後のムーンは、シングルスではベスト8止まりの成績で、1936年の準々決勝でクロフォードに敗れた試合を最後に現役を引退した。
ムーンの他の成績は、ウィンブルドン選手権では1928年の4回戦進出が自己最高成績であった。全米選手権にも1928年の1度出場があり、シングルスは1回戦敗退に終わったが、混合ダブルスでエディット・クロスと組んで準優勝した。ムーンとクロスは、混合ダブルス決勝でジョン・ホークス＆ヘレン・ウィルス組に 1-6, 3-6 で敗れた。“月のような新しいスター”と呼ばれたムーンの、選手引退後の様子はあまり知られていないが、1976年5月26日に71歳で死去した。

## 主な成績
- 全豪選手権　男子シングルス：1勝（1930年）／男子ダブルス：1勝（1932年）／混合ダブルス：2勝（1929年・1934年）　［男子ダブルス準優勝3度：1928年・1929年・1933年］
- 全仏選手権　男子シングルス：ベスト8（1930年）
- 全米選手権　混合ダブルス：準優勝（1928年）